# E'erhetu
E'erhetu (kinesiska: 额尔和图, 额尔和图苏木) är en socken i Kina. Den ligger i den autonoma regionen Inre Mongoliet, i den norra delen av landet, omkring 370 kilometer sydväst om regionhuvudstaden Hohhot.
Genomsnittlig årsnederbörd är 429 millimeter. Den regnigaste månaden är juli, med i genomsnitt 130 mm nederbörd, och den torraste är december, med 2 mm nederbörd.